# Don Quijote (chaîne de magasins)
Pour les articles homonymes, voir Don Quichotte.
Don Quijote (ドン・キホーテ, Don Kihōte) est une chaîne de magasins à bas prix qui gère plus de 160 établissements au Japon, 3 à Hawaï et 2 à Singapour (sous le nom de Don Don Donki). Elle vend une large gamme de produits, de l'épicerie de base à l'électronique et aux vêtements. L'enseigne est très connue au Japon et est souvent désignée sous le nom abrégé de Donki (ドンキ). Elle a tendance à rester ouverte très tard (jusqu'à 3 à 5h du matin, voire 24 heures sur 24). Son logotype représente sa mascotte Donpen (ドンペン), un manchot longtemps coiffé d'un bonnet de père Noël. 

## Histoire
Le premier magasin Don Quijote ouvre à Suginami en septembre 1980 sous le nom d'enseigne Just Co. À l'origine magasin de vente au détail, il passe rapidement au commerce de gros en 1982.
La compagnie ouvre son premier magasin sous le nom de « Don Quijote » à Fuchū en mars 1989. En plus du changement de nom, le magasin change également son activité principale et repasse à la vente au détail. Ce n'est qu'en 1995, six ans plus tard, que Just Co. change son nom de société en Don Quijote Co., Ltd. En juin 1998, la société entre à la bourse de Tokyo.

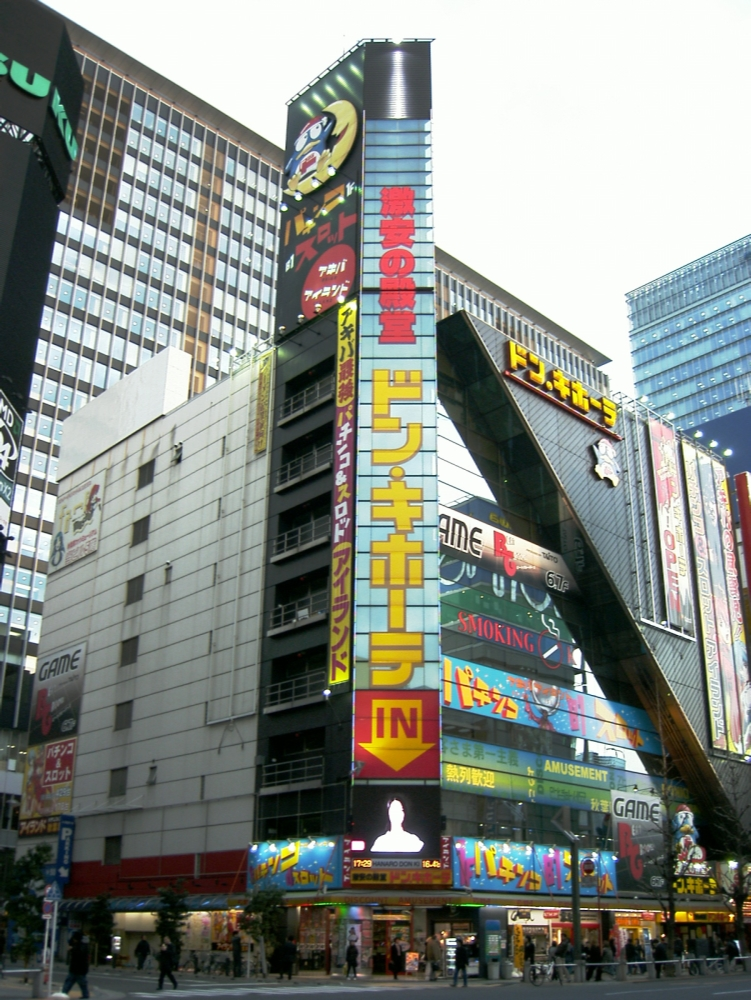
Le Don Quijote d'Akihabara.

En tant que l'un des rares magasins à bas prix du Japon, la fin de la bulle spéculative japonaise n'a pas d'effets désastreux pour Don Quijote. Au lieu de cela, l’incertitude économique soudaine amène le public japonais à devenir plus économe et contribue donc à stimuler les ventes dans ses magasins au début des années 1990.
En 2005, le groupe d'idoles AKB48 ouvre son théâtre au septième étage du centre commercial Don Quijote d'Akihabara à Tokyo.
En 2007, Don Quijote achète l'entreprise en difficulté Nagasakiya pour 140 millions ¥. Ce magasin et 3 autres sociétés du groupe disparaissent en octobre 2017, les créanciers ayant mis fin à leurs dettes combinées de 432 milliards ¥. Les créanciers continuent néanmoins à financer le reste du groupe.
En 2013, Don Quijote achète Marukai Corporation U.S.A. (en) qui comprend des magasins à Hawaï et en Californie.
Le 28 juin 2017, PAQ, qui gère les supermarchés Times (en) à Honolulu sous la filiale QSI, Inc., annonce avoir vendu les 24 magasins qu’elle possède à Hawaii à Don Quijote en utilisant un contrat d’achat d’actions avec la vente en clôture au 3ème trimestre 2017. L'accord combinera Times avec trois magasins Don Quijote et deux magasins Marukai à Oahu. Dans une déclaration d'Edwin Sawai, président de Don Quijote (USA) Co., Ltd. et de Marukai Hawaii Co. Ltd., « l'opportunité d'accueillir la famille de magasins des supermarchés Times et leurs employés est très excitant pour nous » et ajoute que « nous sommes convaincus que nous allons travailler ensemble avec succès, partager des idées et apprendre des expériences combinées des autres pour mieux servir Hawaï. Depuis plus de 68 ans, les supermarchés Times sont les favoris locaux et un pilier de la communauté commerciale d’Hawaï. Nous sommes impatients de poursuivre leur histoire et leur succès dans les îles ».
Don Quijote ouvre son premier magasin en Asie du Sud-Est à Singapour à Orchard Central (en) le 1er décembre 2017. Il en ouvre ensuite un deuxième au 100AM Mall à Tanjong Pagar (en) le 14 juin 2018. Don Quijote prévoit d'avoir 5 magasins à Singapour d'ici la fin 2019 et 10 magasins fin 2020. Contrairement aux magasins au Japon, tels que Picasso, Mega Don Quijote et le magasin de produits haut de gamme Platinum Don Quijote qui vendent une très grande variété de produits, les Don Donki de Singapour vendent principalement des produits alimentaires et des boissons.

## Thème musical de l'enseigne

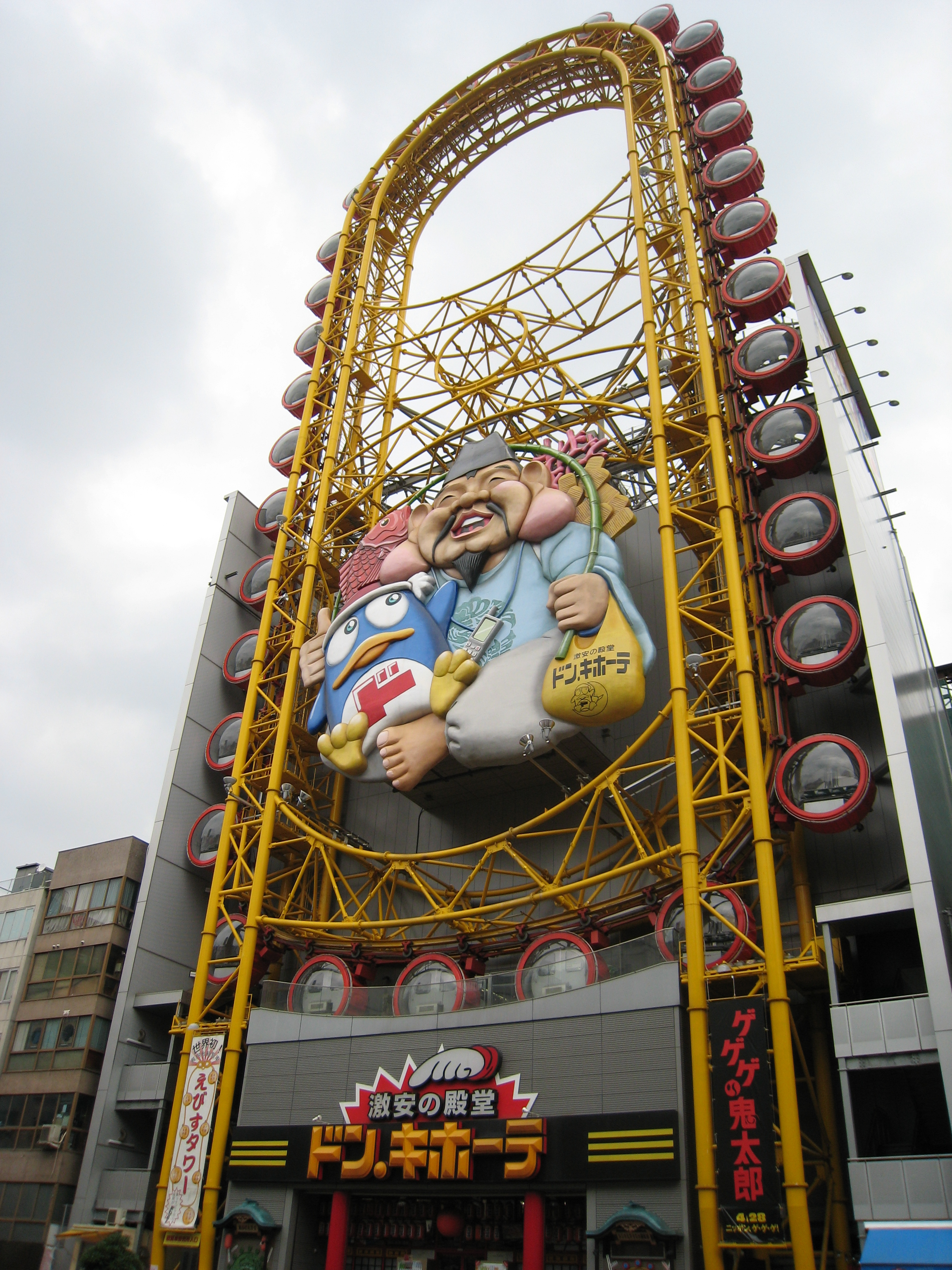
La Tour Ebisu.

Don Quijote est connu pour sa chanson caractéristique qui passe dans ses magasins. La chanson s'appelle Miracle Shopping (ミラクルショッピング, Mirakurushoppingu) chantée par Maimi Tanaka, une employée de Don Quijote. Miracle Shopping est sorti en Maxi 45 tours en 1999.

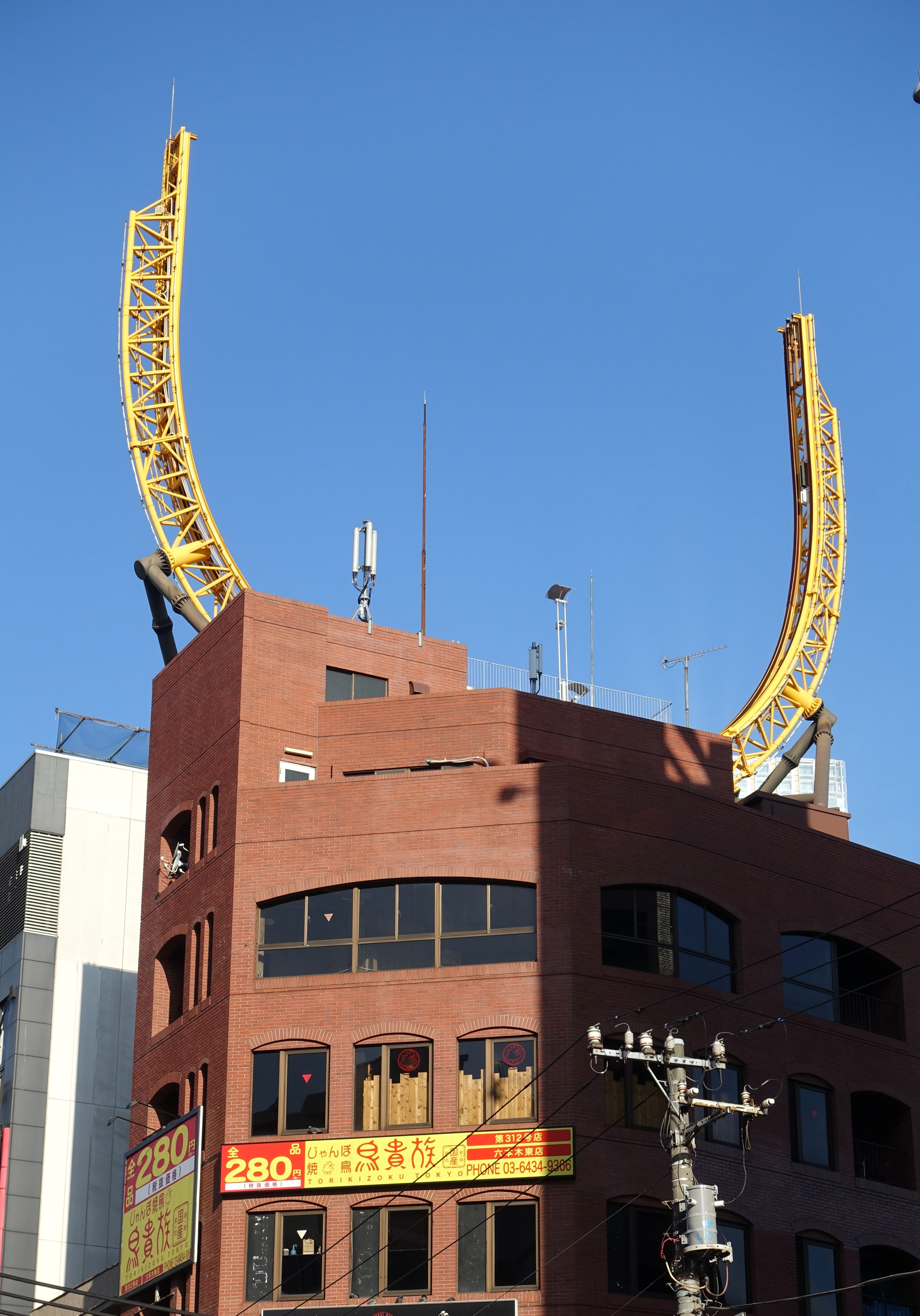
La rampe construite sur le toit du magasin Don Quijote de Roppongi.

## Controverse

### Incendies volontaires
En décembre 2004, quatre magasins du Kantō sont endommagés ou même détruits par des incendies volontaires. Trois employés du magasin, Morio Oshima, 39 ans, Mai Koishi, 20 ans, et Maiko Sekiguchi, 19 ans, meurent dans le premier incendie. En 2007, Noriko Watanabe, 49 ans, est reconnue coupable d’incendie et condamnée à la prison à perpétuité. Don Quijote est alors sévèrement critiqué au sujet de la mauvaise disposition intérieure des magasins qui rend difficile l'évacuation d'urgence.

### Montagnes russes
En 2005, Don Quijote commence la construction d'une rampe de montagnes russes sur le toit de son magasin de Roppongi de sept étages. Ce quartier étant une zone fortement peuplée au cœur de Tokyo, de nombreux habitants et entreprises sont inquiets par l’idée d’avoir des montagnes russes dans leur quartier en raison du panorama, du bruit et de la foule qu’elle générera probablement. Le projet est achevé en 2006, mais en raison de la pression croissante des personnes concernées dans la zone, l'attraction n'entre jamais en service. En 2016, la structure existe toujours. Don Quijote n'a pas annoncé de projets futurs.

## Acquisitions à l'étranger

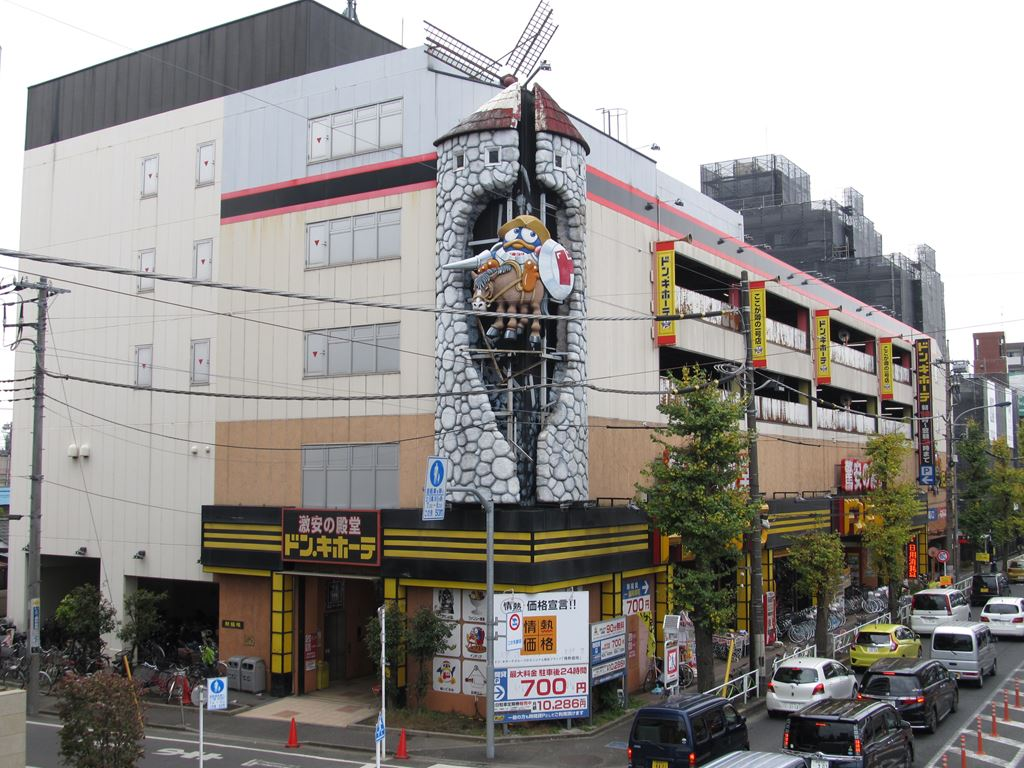
Le Don Quijote de Fuchū reprenant l'esthétique du roman Don Quichotte.

Don Quijote achète les magasins japonais Marukai (en) des États-Unis en 2013, en les scindant en deux chaînes, Marukai et Tokyo Central Markets.